# Gregorio Pernía
Fernando José Gregorio Pernía Maldonado (Cúcuta, 7 de mayo de 1970) es un actor colombiano conocido como titi por intepretar en sin senos si hay paraiso .

## Biografía
Durante siete años hizo teatro. Su primera vez en televisión fue como extra para la telenovela Mi única verdad, en donde le pagaron 25 mil pesos colombianos. En 1998 ingresó al canal RCN, y debutó en la telenovela La madre. Su trabajo en el canal le hizo merecedor de premios como el Simón Bolívar, Shock, TV y Novelas y el Gran Águila de Venezuela.
Luego de su viaje a México, regresó a Colombia a formar parte de la telenovela Isabel me la veló, donde interpretó a Pepe Grillo. Con este papel también recibió varios reconocimientos en Houston. Pasó a ser un sacerdote en Milagros de amor y luego un pescador en Las noches de Luciana.
Regresó a RCN para darle vida a Manuel, más conocido como «El coloso de Jalisco», un talentoso mariachi en una de las novelas más exitosas del canal: La Hija del Mariachi.  También, participó en la producción de Telemundo Sin senos no hay paraíso, donde dio vida al narcotraficante Aurelio Jaramillo, alias «el Titi». Luego actuó junto con Katherine Porto y Santiago Cepeda en la película Fantasmas del Das dirigida por Humberto Dorado. Después interpretó a Víctor García, un detective de origen humilde que desea cumplir el sueño de su esposa Chabela (Paola Rey) de tener una casa propia y así sacar adelante a su familia en Las detectivas y el Víctor.
En 2010, trabajó en la telenovela Ojo por ojo junto a Gaby Espino y Miguel Varoni, dando vida al personaje de Many Monsalve, un hombre cuyo propósito era conseguir el amor de Alina Jerico (Espino), el cual se disputaba con su primo Nando Barragán (Varoni). Esta novela tuvo altos índices de audiencias.[cita requerida]
En el 2012 participó como villano secundario en la telenovela Corazón Valiente de la cadena estadounidense Telemundo, con el papel del Verdugo, en donde interpreta a un narcotraficante, siendo su mujer Fernanda del Castillo (Aylin Mujica) y con una obsesión por Fabiola Arroyo (Brenda Asnicar).
En el año 2016 encarnó nuevamente al narcotraficante Aurelio Jaramillo alias ‘El Titi’ en la segunda temporada de Sin tetas no hay paraíso, ahora titulada Sin tetas si hay paraíso, producción de Telemundo Internacional y transmitida por el canal Caracol.
En el año 2019 encarnó al narcotraficante Aurelio Jaramillo alias ‘El Titi’ en la 3 temporada de El final del paraiso , ahora titulada Sin tetas si hay paraíso, producción de Telemundo Internacional y transmitida por el canal Caracol.

### Política
Fue candidato por primera vez a las Elecciones legislativas de Colombia de 2010 para el senado Colombiano por el Partido Cambio Radical con el número 15 en el tarjetón sacando solo 9.057 votos. 4 años después volvió a ser candidato para el senado Colombiano para las elecciones 2014 con el número 34 por la Alianza Verde (Colombia), sacando una votación levemente mayor con 9.958 votos.

## Vida personal
Pernía vive con la modelo Erika Rodríguez con quien tuvo dos hijos (Luna del Mar) de 15 años y (Valentino) de 9 años, su tercer hijo es (Julián) de 14 años, quien vive en Barranquilla con su madre. Anteriormente estuvo con la actriz Marcela Mar, con quien vivió 5 años y tuvo un hijo, Emiliano.
En el 2019, Gregorio Pernía reconoció a su hijo Diego Pernia, quien es hijo de una mujer quien trabajaba en un conjunto del servicio doméstico en la casa del actor en su etapa de adolescencia.

Su padre Fernando Pernía murió de cáncer cuando Gregorio tenía 19 años. 
Pese a haber estudiado en más de 22 colegios, Pernía finalmente obtuvo su grado.

## Filmografía

### Televisión
| Año       | Título                                | Personaje                     |
| --------- | ------------------------------------- | ----------------------------- |
| 1995      | Tiempos difíciles                     | Vicente Márquez               |
| 1997      | La mujer del presidente               | Taxista                       |
| 1997-1998 | Yo amo a Paquita Gallego              | Aníbal Cevero                 |
| 1998-1999 | La madre                              | Federico Suárez Caicedo       |
| 2001      | Isabel me la veló                     | José Luis 'Pepe Grillo' Umaña |
| 2002-2003 | Milagros de amor                      | Miguel Abril / Emilio Luna    |
| 2004-2005 | Las noches de Luciana                 | Primitivo                     |
| 2006-2008 | La hija del mariachi                  | Manuel Rodríguez 'El coloso'  |
| 2008-2009 | Sin senos no hay paraíso              | Aurelio Jaramillo 'El Titi'   |
| 2009-2010 | Las detectivas y el Victor            | Víctor García                 |
| 2009-2010 | Ojo por ojo                           | Manuel Monsalve 'Manny'       |
| 2011      | Decisiones extremas                   | Nicolás                       |
| 2011-2012 | Flor Salvaje                          | Mariano Guerrero              |
| 2012      | Corazón valiente                      | Javier del Toro 'El Verdugo'  |
| 2013      | Tres caínes                           | Fidel Castaño 'Rambo'         |
| 2015      | La esquina del diablo                 | Santiago Arenas 'Yago'        |
| 2016-2018 | Sin senos si hay paraíso              | Aurelio Jaramillo 'El Titi'   |
| 2019      | El final del paraíso                  | Aurelio Jaramillo 'El Titi'   |
| 2019      | Tormenta de amor                      | Domingo Cardenas              |
| 2020      | Decisiones: Unos ganan, otros pierden | Víctor Espinosa               |
| 2022      | Hasta que la plata nos separe         | Luciano Valenzuela            |

### Reality
| Año  | Título                           | Notas          |
| ---- | -------------------------------- | -------------- |
| 2013 | Desafío 2013: África, el origen  | 3.er Eliminado |
| 2021 | MasterChef Celebrity Colombia    | 18.º Eliminado |
| 2021 | Así se baila                     | Ganador        |
| 2022 | Top Chef VIP                     | 9.º Eliminado  |
| 2023 | Divinísimas                      | Invitado       |
| 2024 | La casa de los famosos           | 1.er Abandono  |
| 2025 | Miss Universe Latina, el reality | El mismo       |

### Cine
| Año  | Título                    | Personaje |
| ---- | ------------------------- | --------- |
| 2003 | Tres hombres tres mujeres | El Calvo  |
| 2010 | Sin tetas no hay paraíso  | Caballo   |
| 2016 | Casa por cárcel           | Ethan     |
| 2019 | ¿Mi novia es él?          | Tony      |

## Premios y nominaciones

### Premios India Catalina
| Año  | Categoría                                    | Telenovela o Serie         | Resultado |
| ---- | -------------------------------------------- | -------------------------- | --------- |
| 2010 | Mejor actor protagónico de telenovela        | Las detectivas y el Víctor | Nominado  |
| 2008 | Mejor actor antagónico de telenovela o serie | La hija del mariachi       | Ganador   |
| 2003 | Mejor actor protagónico                      | Milagros de amor           | Nominado  |

### Premios TVyNovelas
| Año  | Categoría                                    | Telenovela o Serie       | Resultado |
| ---- | -------------------------------------------- | ------------------------ | --------- |
| 2018 | Mejor actor antagónico de telenovela o serie | Sin senos si hay paraíso | Ganador   |
| 2007 | Mejor actor antagónico                       | La hija del mariachi     | Ganador   |
| 2003 | Mejor actor protagónico de telenovela        | Milagros de amor         | Nominado  |
| 1999 | Mejor actor revelación                       | La madre                 | Ganador   |

### Otros premios obtenidos
- Premio Simón Bolívar a Mejor Revelación La madre.
- Premio Palmas de Oro en México a Mejor Actor Extranjero Yo amo a Paquita Gallego.
- Premio Sol de Oro en México a Mejor Actor Extranjero Yo amo a Paquita Gallego.
- Premio Gran Águila en Venezuela a Mejor Actor Extranjero Yo amo a Paquita Gallego.